# マレック・カミンスキー
マレク・カミンスキ（Marek Kamiński、1964年3月24日 - ）は、ポーランド、グダニスク生まれの極地冒険家、イノベーター、哲学者。カミンスキーは1995年5月23日に北極、そして同年12月27日に南極に、外部からの援助なしで、1年以内に初めて到達した人物である。年内無補給両極点到達者としての記録はギネスにも登録されている。
現在、人間と地球に関する革新的な考え方を提唱することを目的とした、人間とヒューマノイドロボット『NOA』の世界一周旅行であるグローバル・プロジェクト『Power4Change2020』に向けての準備に積極的に取り組んでいる。プロジェクト研究対象は、人間とロボットが旅行中に機能や性格に与え合う相互影響についてである 。

## 来歴
8歳の時に、ひとりで故郷ダニスクからウッチへ行った経験を持つ。15歳で、貨物船に乗ってアフリカ大陸へ単身航海に出発する。ワルシャワ大学で哲学と物理学を学んだのちバルセロナのIESEビジネススクールでマネジメントの勉強をする。ハンブルクでも哲学を学ぶ。北極・南極点到達のみならず、スピッツベルゲン島横断や南極大陸最高峰のヴィンソン・マシフ登頂、グリーンランド最高峰のギョンビョルン山登頂などを成し遂げたことでも知られている。グリーンランドに関しては、スキー使用で2度横断に成功している。1312kmのヴィスワ川にて、冬に初めてカヌーでの川下りを行った人物でもある。